# A Pobra de Trives
A Pobra de Trives è un comune spagnolo di 2 756 abitanti situato nella comunità autonoma della Galizia.